# Artavasdes II của Armenia
Vua Artavasdes II (Armenian: Արտավազդ Երկրորդ) cai trị Armenia từ năm 53-34 TCN. Ông đã kế vị từ cha của ông Tigranes Đại đế.Artavasdes là một đồng minh của Roma, nhưng mà khi Orodes II của Parthia xâm lược Armenia sau chiến thắng của ông ta trước thống chế La mã Marcus Crassus tại trận Carrhae năm 53 TCN, ông buộc phải gia nhập cùng với người Parthian.Ông gả em gái của ông cho con trai của Orodes và là người thừa kế Pacorus.
Vào năm 36 TCN, Thống chế La mã Mark Antony xâm lược Armenia, Artavasdes lại đổi phe, nhưng lại một lần nữa từ bỏ người La mã khi họ rời Armenian để chinh phục Media Atropatene.
Vào năm 34 TCN, Antony lại thiết lập một kế hoạch xâm lược Armenia mới.Đầu tiên, ông gửi người bạn của mình Quintus Dellius,người mà đã đưa ra một đề nghị hôn nhân giữa con trai 6 tuổi của Antony Alexander Helios với con gái của vua Artavasdes,nhưng vua Armenia do dự.Lúc này, Tam hùng tiến hành cuộc hành quân của người La mã vào miền Tây Armenia.Ông đã triệu tập Artavasdes tới Nicopolis, để để chuẩn bị một cuộc chiến mới chống Parthia.Tuy nhiên, nhà vua đã không đến. Vì vậy, Thống chế La mã đã nhanh chóng tiến quân đến thủ đô của Armenia,Artaxata.Ồng ta bắt vua Armenia và đi cùng ông ta một thời gian xung quanh bởi vì ông ta hy vọng để có được sự giúp đỡ của con tin của mình để có được kho báu khổng lồ trong những lâu đài của Armenia.Nhưng lúc này,Artaxias,con trai cả của nhà vua bị bắt đã được lựa chọn là người thừa kế.Sau một trận đánh thất bại Artaxias bỏ tới chỗ của vua Parthian.Cuối cùng, Antony đã đưa Artavasdes tới Alexandria.
Vua Armenia cùng gia đình đã bị buộc quanh người bằng những chuỗi vàng bạc và phải chịu sự phán xét của  Antony. Cleopatra VII của Ai Cập mong chờ người Tam hùng trên ngai vàng, nhưng Artavasdes từ chối sự thần phục đối với nữ hoàng Ai Cập bằng nghi lễ đối vua chúa. Trong qua khứ, ông đã trở thành kẻ thù của với một kẻ cùng tên, Artavasdes II của  Media Atropatene, người đã trở thành đồng minh của Antony.Sau trận Actium (31 TCN) vị vua Armenia đã bị hành quyết bằng việc chặt đầu theo lệnh của Cleopatra. Bà ta gửi đầu  ông tới Artavasdes của Media để cầu sự trợ giúp của ông.